# 無效醫療
無效醫療（英語：futile medical care），意指在沒有希望可以改善病患狀況下，仍然堅持進行的醫療行為。有些人相信，在這種狀況下，醫生採取醫療行為，只會增加醫療成本，因此應該避免。

## 概論
英語：，源自於拉丁語：，本義為易漏失的，用來指行為時，引申為徒勞無功的行為。無效醫療（英語：Futile medical care）意指不管重複再多次、做什麼，都不可能改善病患狀況的醫療行為。
無效醫療是由實證醫學衍生出的概念。其支持者認為，當醫學證據顯示進行更多醫療行為，無助於病患改善其病情，醫生就不應該採取積極性的醫療行為，而應改採安寧緩和醫療，以避免對病人造成傷害，增加其痛苦，並減少醫療成本的浪費。它與安樂死不同，因為醫師並沒有主動採取行動以終結病患生命，因此，醫師不為病患進行無效醫療，並不會違反傳統的希波克拉底誓詞。